# Kadoma

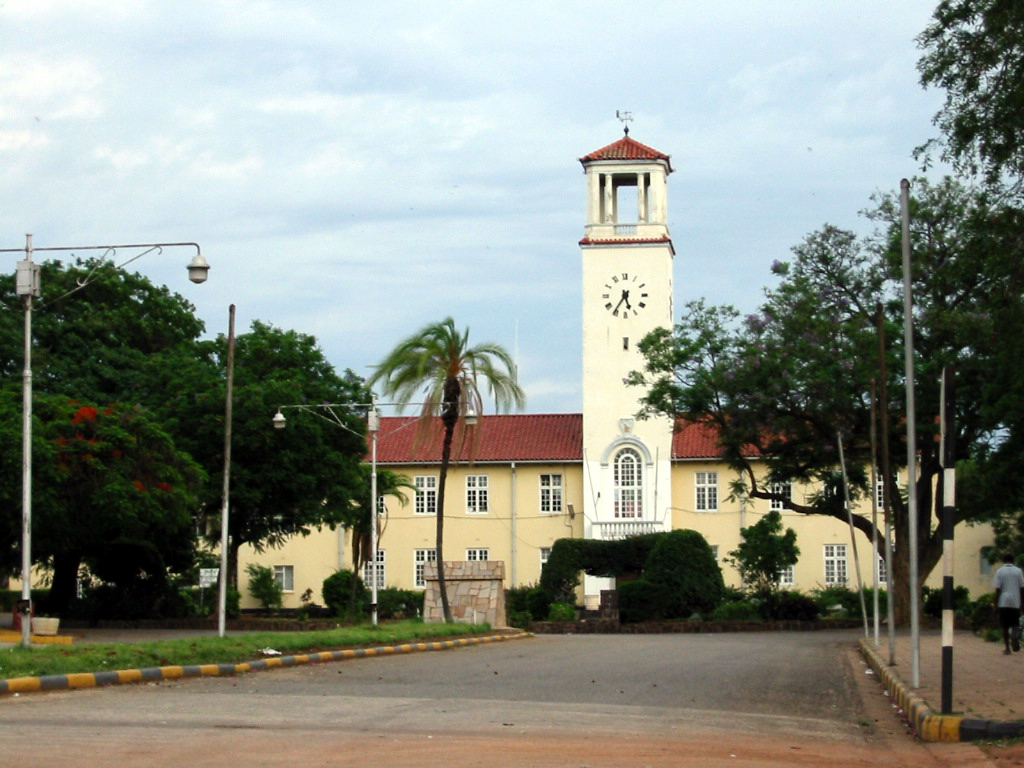
Stadshuset i Kadoma

Kadoma är en stad i Mashonaland West-provinsen i Zimbabwe, 140 kilometer sydväst om Harare i riktning mot Bulawayo. Fram till 1982 bar staden namnet Gatooma. Kadoma ligger 1 162 meter över havet, och hade 90 109 invånare vid folkräkningen 2012.
Gatooma grundades på 1890-talet som ett gruvsamhälle och löd under ett byråd från 1907. 1917 bildades kommunen Gatooma. Byn namngavs efter hövdingen Katuma, som hade en intilliggande kraal. Kadomas stadsvapen visar namnet på berget och hövdingens myndighetsemblem.
Specks Hotel öppnades 1907 och Jameson High School startades samma år, när Kadomas förste borgmästares hustru, Amelia Fitt, började att undervisa stadens barn i hennes och hennes mans hem. Elektricitet installerades i Kadoma 1922. Grand Hotel öppnade 1925 och hade då ett dansgolv i elastiskt laminat vilket var det första i sitt slag i Zimbabwe.
Staden ligger i ett gruvområde där guld, koppar och nickel utvinns. Den mest betydande gruvan i regionen är Cam and Motor Mine, som ligger i byn Eiffel Flats, 7 kilometer utanför Kadoma. Gruvan ägs av företaget Rio Tinto Zimbabwe. Cam and Motor är den största guldproducenten i Zimbabwes historia.
Bomull odlas i området och det växte fram bomullsrelaterade företag före 1990. David Whitheads textilfabrik grundades 1952.